# Avenula pubescens
L'avena pubescente  (Avenula pubescens (Huds.) Dumort., 1868) è una pianta angiosperma monocotiledone appartenente alla famiglia delle Poaceae (o Gramineae, nom. cons.). È l'unica specie del genere Avenula Dumort., 1868 e della sottotribù Avenulinae Röser & Tkach, 2019.

## Etimologia
Il nome generico (Avenula) è un diminutivo di Avena. Quello specifico (pubescens) fa riferimento all'aspetto peloso della pianta.
Il nome scientifico della specie è stato definito inizialmente dal botanico e farmacista inglese William Hudson (1730 – 1793) perfezionato successivamente dal botanico, naturalista e politico belga Barthélemy Charles Joseph Dumortier  (1797-1878) nella pubblicazione "Bulletin de la Société Royale de Botanique de Belgique" (Bull. Soc. Roy. Bot. Belgique 7: 68. 1868) del 1868. Il nome scientifico del genere è stato definito sempre da Barthélemy Charles Joseph Dumortier nella stessa pubblicazione. Il nome scientifico della sottotribù è stato definito dai botanici contemporanei Röser & Tkach nella pubblicazione "Phylogeny, morphology and the role of hybridization as driving force of evolution in 1 grass tribes Aveneae and Poeae (Poaceae)" del 2019.

## Descrizione

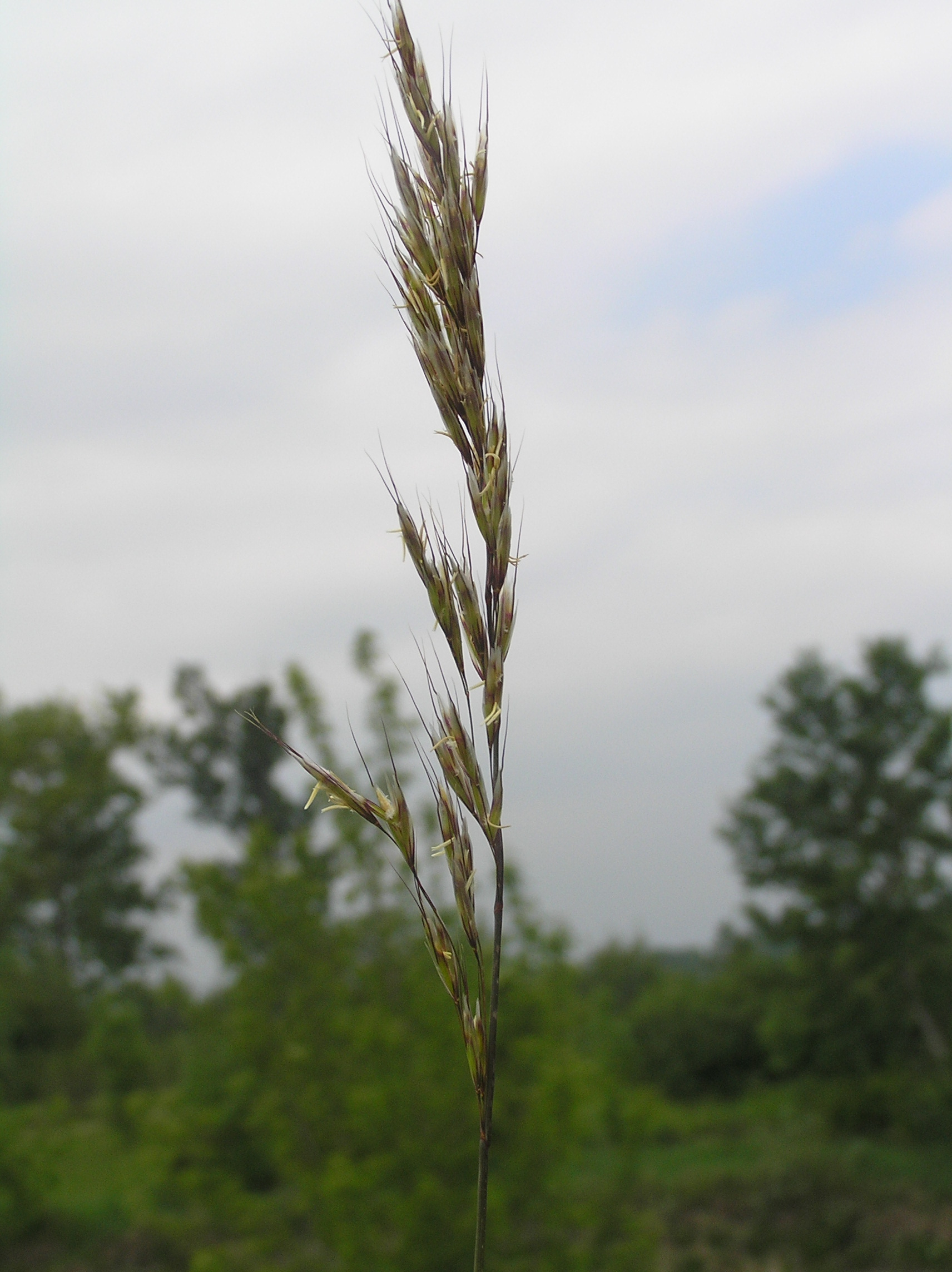
Il portamento

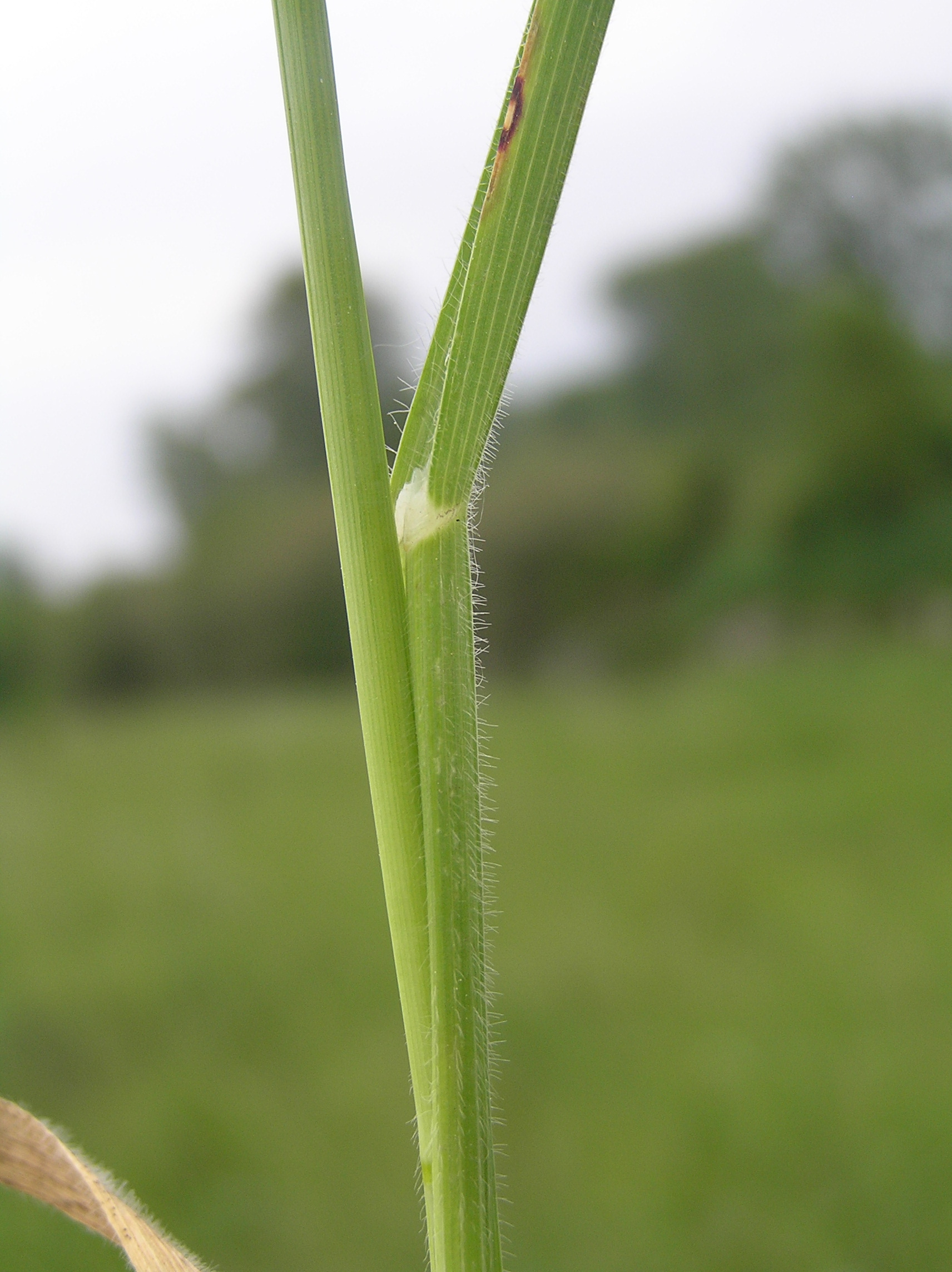
Le foglie

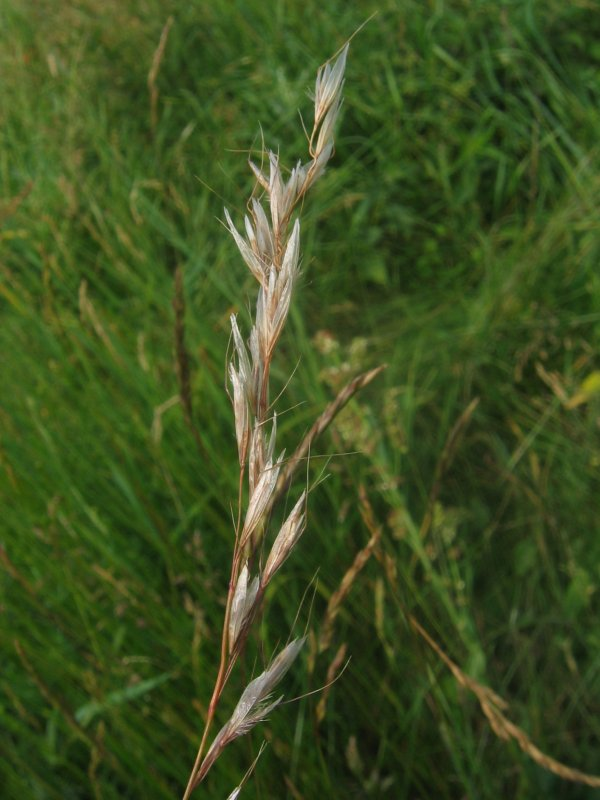
Infiorescenza

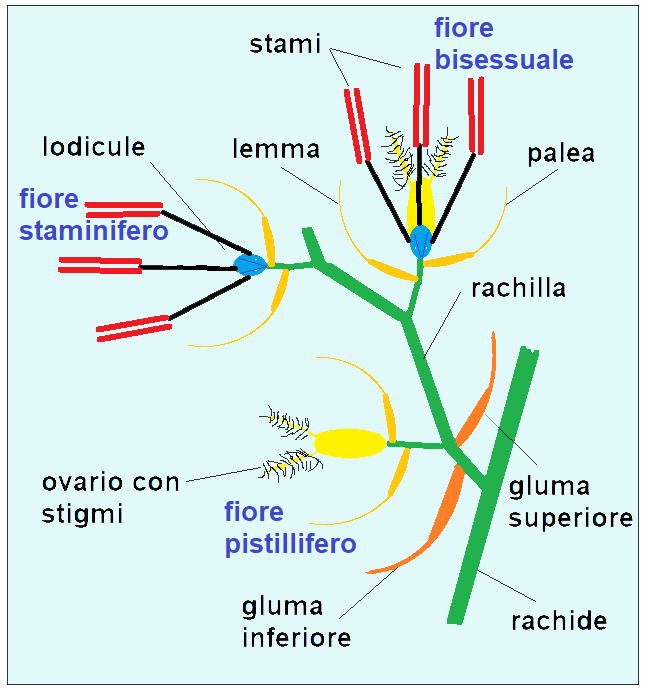
Spighetta generica con tre fiori diversi

### Portamento
Il portamento di questa specie è densamente cespuglioso con culmi eretti, ascendenti e glabri; sono presenti 2 - 3 nodi per culmo. La forma biologica è emicriptofita cespitosa (H caesp), sono piante erbacee, bienni o perenni, con gemme svernanti al livello del suolo e protette dalla lettiera o dalla neve e presentano ciuffi fitti di foglie che si dipartono dal suolo. In queste piante non sono presenti i micropeli. Le radici (prive di sclerenchima circondante l'endoderma) possono essere fibrose; sono inoltre presenti dei brevi rizomi e germogli sotterranei striscianti. Altezza massima delle piante: da 5 a 10 dm.

### Foglie
Le foglie lungo il culmo sono disposte in modo alterno (sono prevalentemente basali), sono distiche e si originano dai vari nodi. Sono composte da una guaina, una ligula e una lamina. Le venature sono parallelinervie. Non sono presenti i pseudopiccioli e, nell'epidermide delle foglia, le papille.
- Guaina: la guaina è abbracciante il fusto (è chiusa per metà lunghezza) e in genere è priva di auricole; è pubescente per peli riflessi; la consistenza è irsuta.
- Ligula: la ligula è membranosa e a volte è cigliata; nelle foglie basali è troncata (1 mm), in quelle superiori è allungata fino a 7 mm.
- Lamina: la lamina, pubescente e cigliata sui bordi, ha delle forme generalmente lineari e piatte (o conduplicate). Dimensione delle foglie: larghezza 5 - 6 mm; lunghezza 4 - 30 cm.

### Infiorescenza
- Infiorescenza principale (sinfiorescenza o semplicemente spiga): le infiorescenze, terminali, in genere sono formate da alcune spighette (da 1 a 3) ed hanno la forma di una pannocchia peduncolata, ampia e con forme piramidali. La fillotassi dell'inflorescenza inizialmente è a due livelli, anche se le successive ramificazioni la fa apparire a spirale. Dimensione della pannocchia: larghezza 2 – 6 cm; lunghezza 10 – 18 cm.
- Infiorescenza secondaria (o spighetta): le spighette, compresse lateralmente, sottese da due brattee distiche e strettamente sovrapposte chiamate glume (inferiore e superiore), sono formate da 3 - 5 fiori. Possono essere presenti dei fiori sterili; in questo caso sono in posizione distale rispetto a quelli fertili. Alla base di ogni fiore sono presenti due brattee: la palea e il lemma. La disarticolazione avviene con la rottura della rachilla sopra le glume. Le spighette sono screziate di violetto. Lunghezza delle spighette: 10 – 17 mm.
- Glume: le glume, persistenti, sono disuguali: 8 - 10 mm con 1 - 3 nervature e 12 - 14 mm con 3 nervature.
- Palea: la palea è un profillo con due venature; può essere cigliata.
- Lemma: il lemma termina con una resta in genere scura e inserita dorsalmente da metà a 1/3 dall'apice; la resta ha una forma subcilindrica ed è attorcigliata. Lunghezza del lemma: larghezza 2,5 - 3 mm; lunghezza 11 - 13 mm. Lunghezza della resta: 15 - 25 mm.

### Fiori
I fiori fertili sono attinomorfi formati da 3 verticilli: perianzio ridotto, androceo  e gineceo.
- Formula fiorale:[8]

*, P 2, A (1-)3(-6), G (2–3) supero, cariosside.
- Il perianzio è ridotto e formato da due lodicule, delle squame traslucide, poco visibili (forse relitto di un verticillo di 3 sepali). Le lodicule sono membranose e non vascolarizzate.

- L'androceo è composto da 3 stami ognuno con un breve filamento libero, una antera sagittata e due teche. Le antere, lunghe 4,5 - 6,5 mm, sono basifisse con deiscenza laterale. Il polline è monoporato.

- Il gineceo è composto da 3-(2) carpelli connati formanti un ovario supero. L'ovario, pubescente all'apice ed ellittico, ha un solo loculo con un solo ovulo subapicale (o quasi basale). L'ovulo è anfitropo e semianatropo e tenuinucellato o crassinucellato. Lo stilo, breve, è unico con due stigmi allungati, piumosi e distinti.

- Fioritura: da (maggio) giugno a luglio (agosto).

### Frutti
I frutti sono del tipo cariosside, ossia sono dei piccoli chicchi indeiscenti, con forme trasversalmente ovoidali, nei quali il pericarpo è formato da una sottile parete che circonda il singolo seme. In particolare il pericarpo è fuso al seme ed è aderente. L'endocarpo è liquido e l'ilo è puntiforme. L'embrione è piccolo e provvisto di epiblasto ha un solo cotiledone altamente modificato (scutello senza fessura) in posizione laterale. I margini embrionali della foglia non si sovrappongono.

## Biologia
Come gran parte delle Poaceae, le specie di questo genere si riproducono per impollinazione anemogama; gli stigmi più o meno piumosi sono una caratteristica importante per catturare meglio il polline aereo. 
La dispersione dei semi avviene inizialmente a opera del vento (dispersione anemocora) e una volta giunti a terra grazie all'azione di insetti come le formiche (mirmecoria).

## Distribuzione e habitat

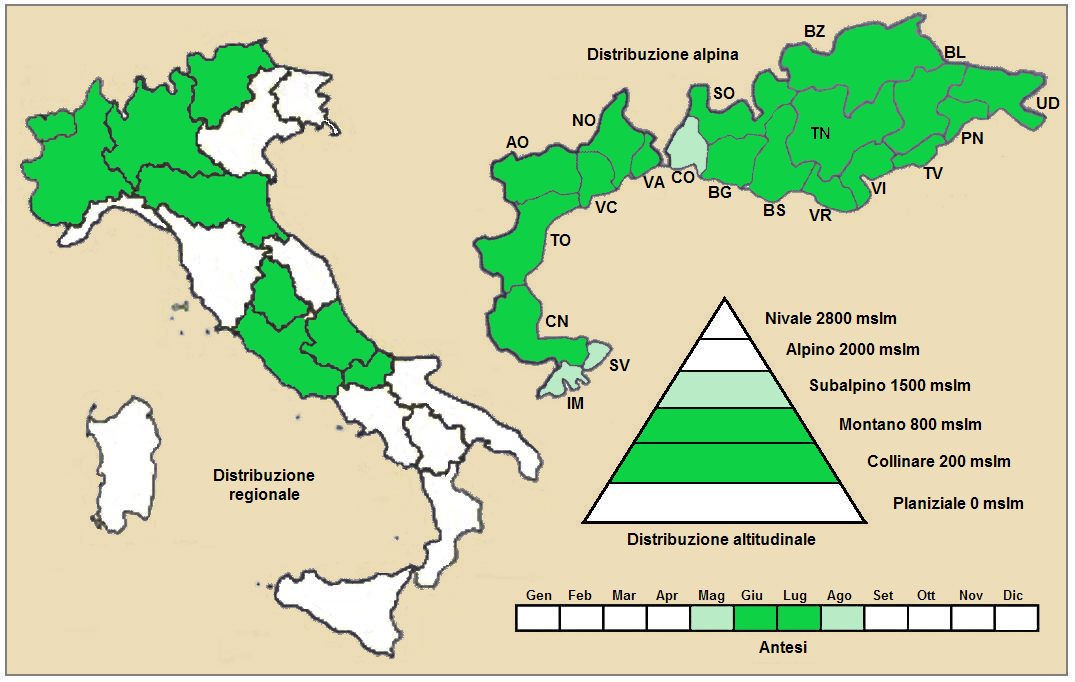
Distribuzione della sottospecie pubescens
(Distribuzione regionale – Distribuzione alpina)

- Geoelemento: il tipo corologico (area di origine) è Eurosiberiano / Eurasiatico.
- Distribuzione: in Italia è una specie comune e si trova ovunque (isole escluse). Nelle Alpi è più o meno presente ovunque. Fuori dall'Italia, sempre nelle Alpi, questa specie si trova in Francia (dipartimenti di Alpes-de-Haute-Provence, Alpes-Maritimes, Savoia e Alta Savoia), in Svizzera (tutti i cantoni), in Austria (tutti i Länder) e in Slovenia. Sugli altri rilievi europei collegati alle Alpi si trova nella Foresta Nera, Vosgi, Massiccio del Giura, Massiccio Centrale, Pirenei, Alpi Dinariche, Monti Balcani e Carpazi.[14] Nel resto dell'Europa e dell'areale del Mediterraneo questa specie si trova in Europa, Transcaucasia, Anatolia, Asia mediterranea e Magreb.[15]
- Habitat: gli habitat tipici sono i prati falciati e aridi. Il substrato preferito è calcareo ma anche siliceo con pH basico, medi valori nutrizionali del terreno che deve essere secco.[14]
- Distribuzione altitudinale: sui rilievi queste piante si possono trovare sa 200 a 2.700 m s.l.m.; frequentano quindi i seguenti piani vegetazionali: collinare, montano e in parte quello subalpino.

### Fitosociologia

#### Areale alpino
Dal punto di vista fitosociologico alpino Avenula pubescens appartiene alla seguente comunità vegetale:
- Formazione: delle comunità delle macro- e megaforbie terrestri
  - Classe: Molinio-Arrhenatheretea
    - Ordine: Arrhenatheretalia elatioris

#### Areale italiano
Per l'areale completo italiano la sottospecie in oggetto appartiene alla seguente comunità vegetale:
- Macrotipologia: vegetazione delle praterie.
  - Classe: Molinio-arrhenatheretea Tüxen, 1937
    - Ordine: Arrhenatheretalia elatioris Tüxen, 1931
      - Alleanza: Arrhenatherion elatioris Koch, 1926

Descrizione: l'alleanza Arrhenatherion elatioris fa riferimento a prati regolarmente falciati, almeno due volte l'anno (il loro abbandono conduce, spesso anche rapidamente, a fasi di incespugliamento), e concimati in modo non intensivo, su suoli relativamente profondi. Si tratta di comunità floristicamente ricche che sono distribuite dal fondovalle (alta pianura) ai 1000 m (1500 m sui pendii soleggiati). L'alleanza Arrhenatherion elatioris è distribuita in Italia settentrionale, nell'Europa centrale atlantica e nelle aree alpine e caucasiche.

## Tassonomia
La famiglia delle Poacee comprende circa 800 generi e oltre 9.000 specie. È una delle famiglie più numerose e più importanti del gruppo delle monocotiledoni. La famiglia è suddivisa in 12 sottofamiglie, la sottotribù Avenulinae fa parte della tribù Poeae, sottofamiglia Pooideae.
Il basionimo per questa specie è Avena pubescens Huds., 1762.

### Panorama storico
La nomenclatura della specie di questa voce ha una storia tormentata. Inizialmente A. pubescens veniva inclusa nel genere Avena, quindi in Avenatsrum o Helictotrichon. Altri nomi sono Avenochloa, Homalotrichon e Neoholubia. Attualmente il genere Avenula è monospecifico; tutte le altre specie, storicamente incluse in Avenula (vedi "Flora d'Italia" di Sandro Pignatti o altre checklist), sono ora incluse in Helictotrichon (subgen. Pratavenastrum (Vierh.) Holub).

### Filogenesi
La sottotribù Avenulinae fa parte della tribù Poeae R.Br., 1814 (quest'ultima è compresa nella supertribù Poodae L. Liu, 1980). La tribù Poeae (formata da diverse sottotribù suddivise in alcune supersottotribù) è l'ultimo nodo della sottofamiglia Pooideae ad essersi evoluto (gli altri precedenti sono la tribù Brachyelytreae, e le supertribù Nardodae, Melicodae, Stipodae e Triticodae).
La sottotribù Avenulinae (monofiletica (e monogenerica) nell'attuale circoscrizione) appartiene al gruppo con le sequenze dei plastidi di tipo "Poeae" (definito "Poeae chloroplast groups 2 ") ed è circoscritta nella supersottotribù Poodinae Soreng & L.J. Gillespie, 2017 (chiamato anche PAM clade) comprendente una decina di sottotribù tra le quali Poinae, Miliinae, Phleinae, Beckmanniinae, Cinninae, Alopecurinae, Ventenatinae e altre ancora in fase di definizione come la sottotribù Avenulinae, Brizochloinea, alcuni cladi provvisori e il genere incertae sedis Arctopoa. All'interno della supersottotribù la sottotribù di questa voce è in posizione politomica con il gruppo denominato "ABCV clade" e alcune altre sottotribù. Ulteriori studi sono necessari per avere informazioni più dettagliate e precise in quanto la struttura sopra descritta non è l'unica che emerge dalle analisi filogenetiche attuali.
Le seguenti sinapomorfie sono relative a tutta la sottofamiglia (Pooideae):
- la fillotassi dell'inflorescenza inizialmente è a due livelli;
- le spighette sono compresse lateralmente;
- i margini embrionali della foglia non si sovrappongono;
- l'embrione è privo della fessura scutellare.

Per la specie di questa voce è stata trovata la seguente sinapomorfia:
- la rachilla è glabra nella parte adiacente alla palea, pubescente altrove;
- l'endosperma è liquido.

Il numero cromosomico della specie A. pubescens è: 2n = 14 e 28.
Le specie di Helictotrichon si distinguono da A. pubescens in quanto le prime hanno le ligule troncate (la resta è fortemente compressa) e i rachidi sono pubescenti. La posizione contrastante negli alberi filogenetici può avere come causa una ibridazione intergenerica.

### Variabilità e sottospecie
La specie A. pubescens è variabile. I caratteri interessati alla variabilità sono i seguenti:
- le spighette possono essere incolori o di colore paglierino;
- si possono trovare individui con spighette più grandi rispetto alla norma;
- la pelosità delle foglie può essere più o meno fitta.

Di seguito sono indicate alcune sottospecie e varietà della specie di questa voce, non sempre riconosciute da altre checklist botaniche:

#### Sottospecie:leavigata

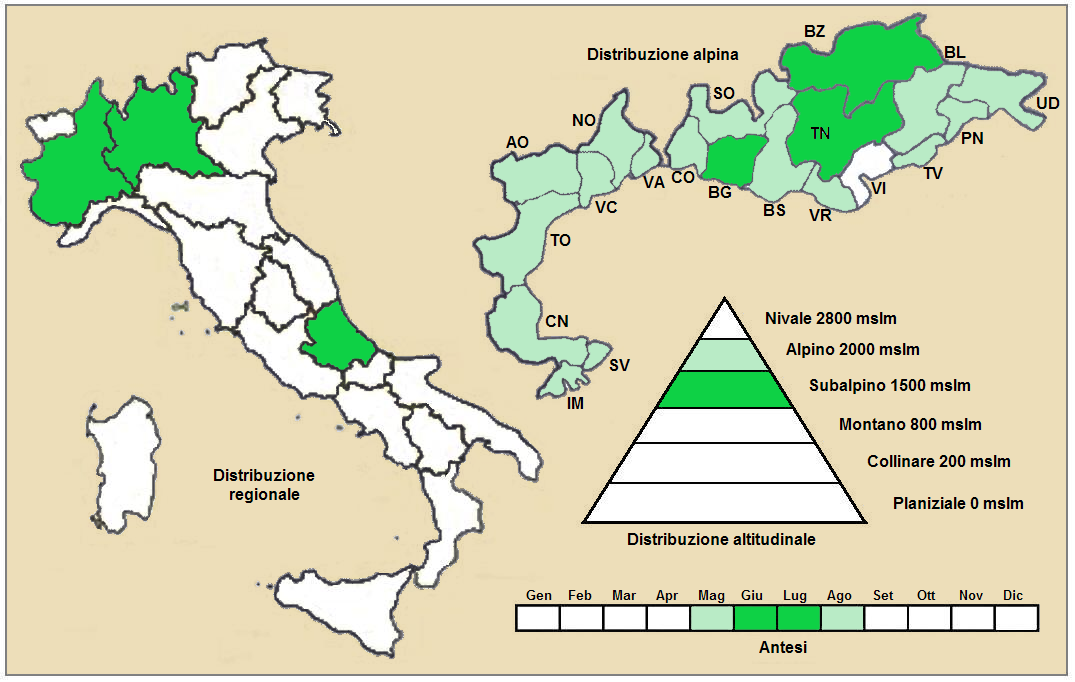
Distribuzione della sottospecie leavigata
(Distribuzione regionale – Distribuzione alpina)

- Nome scientifico: Avenula pubescens subsp. leavigata (Schur) Holub, 1976
- Basionimo: Avena laevigata Schur, 1972
- Nome comune: avena levigata.
- Sinonimi: Helictotrichon pubescens subsp. leavigatum (Schur) Soò, 1972[14]; Homalotrichon pubescens subsp. leavigatum (Schur) Banfi, Galasso & Bracchi[13].
- Descrizione: si distingue dalla A. pubescens subsp. pubescens (la stirpe principale) in quanto la gluma superiore è più lunga del fiore; inoltre le spighette sono più lunghe (15 – 22 mm).
- Geoelemento: il tipo corologico (area di origine) è Orofita / Sud Est Europeo.
- Distribuzione: in Italia si trova in poche regioni (Lombardia, Trentino-Alto Adige e Abruzzo). Nelle Alpi si trova soprattutto nel Trentino-Alto Adige. Fuori dall'Italia, sempre nelle Alpi, questa specie si trova in Francia (dipartimento di Alpes-Maritimes) e in Austria (Länder del Salisburgo e Carinzia). Sugli altri rilievi europei collegati alle Alpi si trova nelle Alpi Dinariche e Carpazi.[14] Nel resto dell'Europa e dell'areale del Mediterraneo questa specie si trova in Europa occidentale e Transcaucasia.[23]
- Habitat: gli habitat tipici sono i prati e pascoli mesofili e le praterie rase anche rocciose. Il substrato preferito è calcareo ma anche calcareo/siliceo con pH basico, medi valori nutrizionali del terreno che deve essere secco.[14]
- Distribuzione altitudinale: sui rilievi queste piante si possono trovare a 2.000 m s.l.m.; frequentano quindi i seguenti piani vegetazionali: subalpino e in parte quello alpino.
- Fitosociologia: dal punto di vista fitosociologico alpino questa sottospecie appartiene alla seguente comunità vegetale:[14]
  - Formazione: comunità delle macro- e megaforbie terrestri
    - Classe: Molinio-Arrhenatheretea
      - Ordine: Arrhenatheretalia elatioris
        - Alleanza: Triseto-Polygonion

#### Sottospecie:longifolia
- Nome scientifico: Avenula pubescens subsp. longifolia (Boiss.) H. Scholz & Valdés, 2006[24]
- Basionimo: Avenula pubescens var. longifolia Boiss.
- Distribuzione: Anatolia

### Sinonimi
Questa entità ha avuto nel tempo diverse nomenclature. L'elenco seguente indica alcuni tra i sinonimi più frequenti:

#### Sinonimi del genere
- Avenatsrum Auct.
- Helictotrichon Bessere
- Avenochloa Holub

#### Sinonimi della specie
- Arrhenatherum pubescens (Huds.) Samp.
- Avena alopecuros Roth
- Avena amethystina DC.
- Avena baumgartenii Steud.
- Avena bornmuelleri Domin
- Avena carpatica Host
- Avena glabra K.Koch
- Avena hirtifolia Boiss.
- Avena hugeninii De Not. ex Steud.
- Avena insubrica (Asch. & Graebn.) Dalla Torre & Sarnth.
- Avena laevigata Schur
- Avena lucida Bertol.
- Avena pseudolucida Schur
- Avena pubescens Huds.
- Avena pubescens var. alpina Gaudin
- Avena sesquitertia L.
- Avena varia Schur
- Avenastrum insubricum (Asch. & Graebn.) Fritsch
- Avenastrum laevigatum (Schur) Domin
- Avenastrum pubescens (Huds.) Opiz
- Avenastrum sesquitertium (L.) Fritsch
- Avenochloa pubescens (Huds.) Holub
- Avenochloa pubescens var. alpina (Gaudin) Kerguélen
- Avenochloa pubescens subsp. amethystina (DC.) Soó
- Avenochloa pubescens subsp. anatolica (Holub) Soó
- Avenochloa pubescens subsp. laevigata (Schur) Soó
- Avenula pubescens var. amethystina (DC.) O.Bolòs & Vigo
- Avenula pubescens subsp. bornmuelleri Holub
- Avenula pubescens subsp. laevigata (Schur) Holub
- Avenula pubescens var. longifolia Boiss.
- Festuca cristata C.C.Gmel. ex Roem. & Schult.
- Helictotrichon laevigatum (Schur) Potztal
- Helictotrichon pratense f. alpinum (Gaudin) Soó
- Helictotrichon pubescens (Huds.) Pilg.
- Helictotrichon pubescens subsp. amethystinum (DC.) Soó
- Helictotrichon pubescens subsp. anatolicum (Holub) Soó
- Helictotrichon pubescens f. batavicum Soó
- Helictotrichon pubescens f. dianthum (Heuff.) Soó
- Helictotrichon pubescens subsp. laevigatum (Schur) Soó
- Helictotrichon pubescens f. latifolium (Printz) Soó
- Helictotrichon pubescens f. pallidum (Schur) Morariu & Beldie
- Helictotrichon pubescens f. stenophyllum (Domin) Soó
- Helictotrichon pubescens f. subracemosum (Schur) Soó
- Helictotrichon pubescens f. subtricolor (Schur) Soó
- Heuffelia laevigata (Schur) Schur
- Heuffelia lucida (Bertol.) Schur
- Heuffelia pubescens ('Huds.) Schur
- Homalotrichon pubescens (Huds.) Banfi, Galasso & Bracchi
- Homalotrichon pubescens subsp. laevigatum (Schur) Banfi, Galasso & Bracchi
- Homalotrichon pubescens subsp. longifolium (Boiss.) H.Scholz & Valdés
- Neoholubia pubescens (Huds.) Tzvelev
- Neoholubia pubescens var. alpina (Gaudin) Tzvelev
- Trisetaria bornmuelleri (Domin) H.Scholz
- Trisetaria carpatica (Host) Baumg.
- Trisetaria sesquitertia (L.) Baumg.
- Trisetum alopecuros (Roth) Roem. & Schult.
- Trisetum bornmuelleri Domin
- Trisetum carpaticum (Host) Roem. & Schult.
- Trisetum pubescens (Huds.) Roem. & Schult.
- Trisetum sesquitertium (L.) P.Beauv.
- Trisetum varium Schur

#### Sinonimi della sottospecielaevigata
- Avena laevigata  (Schur)
- Avenastrum laevigatum  (Schur) Domin
- Helictotrichon laevigatum  (Schur) Potztal
- Avena pubescens subsp. laevigata  (Schur) Asch. & Graebn.
- Avenochloa pubescens subsp. laevigata  (Schur) Soó
- Helictotrichon pubescens subsp. laevigatum  (Schur) Soó
- Homalotrichon pubescens subsp. laevigatum  (Schur) Banfi & al.
- Avenastrum insubricum  (Asch. & Graebn.) R. M. Fritsch
- Avena pubescens subsp. insubrica  (Asch. & Graebn.) Hegi

#### Sinonimi della sottospecielongifolia
- Helictotrichon pubescens subsp. longifolium (Boiss.) Dogan
- Homalotrichon pubescens subsp. longifolium  (Boiss.) H. Scholz & Valdés
- Avenula pubescens var. longifolia  Boiss.